# 응우옌푹다이
응우옌푹다이(Nguyễn Phúc Đài, 1795년 10월 5일 ~ 1849년 11월 14일)는 베트남 응우옌 왕조의 황족이다. 절롱제의 제6번째 아들로, 어머니는 트어티엔까오황후이다.

## 가족

### 자녀
- 아들 40명 딸 41명